# فرودگاه ایک
فرودگاه ایک (به انگلیسی: Eek Airport) یک فرودگاه همگانی با کد یاتا EEK است که یک باند فرود شن دارد و طول باند آن ۹۸۸ متر است. این فرودگاه در شهر ایک، آلاسکا کشور ایالات متحده آمریکا قرار دارد و در ارتفاع ۵ متری از سطح دریا واقع شده است.